# David Jost
David Jost (Hamburgo, Alemania, 12 de agosto de 1972) es un compositor y productor discográfico alemán.

## Trayectoria
La carrera de David Jost como compositor de canciones, productor discográfico y remixer viene marcada por sus 61 discos de platino y 96 discos de oro. Ha trabajado con artistas premiados con el disco de platino como Lady Gaga, Limp Bizkit, Tokio Hotel, Keri Hilson, Melanie C., Aura Dione y Adam Lambert. Para Tokio Hotel compuso, produjo y mezcló seis éxitos  que obtuvieron el disco de platino número 1 en solos y tres álbumes de platino. A él se debe el descubrimiento de este grupo musical. El trabajo de David Jost con Tokio Hotel ha sido premiado con 87 premios otorgados por diferentes medios de comunicación, de los cuales 4 pertenecen a los MTV European Music Awards (Premios MTV de Europa), el MTV Video Music award Japan (Video musical MTV de Japón), 4 premios MTV de Latinoamérica incluyendo la canción del año con “Monsoon” y también los galardones US MTV Video Music Award y Premio MTV de Estados Unidos, ambos por Moonman, considerado el mejor video musical.
A pesar de sus relaciones profesionales, se le ve muy raras veces en presentaciones y no suele atender a medios de comunicación. Por su trabajo como compositor de canciones fue nominado por GEMA (Compañía de Música y Derechos de Reproducción) como el mejor compositor de canciones de Alemania (Rock & Pop). Actualmente se encuentra trabajando en los Estudios CA de Los Ángeles.

## Éxitos
David Jost compuso y produjo el exitoso solo “I Like” de la estrella americana Keri Hilson, ganador del disco platino. Esta canción fue su primer éxito, ocupando el número 1 en la lista de éxitos de Alemania.
Para Lady Gaga produjo “Born this Way” (Jost & Naaf Remix), el cual es incluido como el único remix de la versión del álbum del mismo nombre, y que alcanzó los 7 millones de ventas. En el año 2011 produjo para la radio una mezcla del tema de Lady Gaga, ”Marry the Nights" (David Jost Twin Radio Mix). Inmediatamente después, produjo un remix del éxito de Limp Bizkit “Shotgun”, y compuso, produjo y mezcló con y para Aura Dione el éxito “Geronimo” que fue varias veces premiado con el disco de platino. Esta canción ha ocupado varias semanas el lugar número 1 en la lista de éxitos en la radio además de ganar 6 veces el disco platino de Europa.
El segundo solo de Dione “Friends” de su exitoso álbum Before the Dinosaurs lo escribieron Aura Dione y David Jost, y lo produjeron David Jost y Rock Mafia. Al poco de aparecer logró ser el número 1 en las listas de éxitos de la radio. Además escogió David Jost para Heidi Klum la composición “Girls Beautiful” que también produjo y mezclo, como título de su próxima serie “Next Topmodel”.
Junto con el cantante principal de Tokio Hotel, Bill Kaulitz compuso la exitosa canción “Monsoon”. David también produjo y mezcló dicho título, siendo premiado en diferentes certámenes, además de ganar los premios MTV Latinoamérica en México como la mejor canción del año.  Aparte de “Monsoon” produjo otros 5 solos premiados con el disco de platino, así como el álbum Scream de Tokio Hotel.

## Música para el cine y la televisión
David Jost ha compuesto canciones para películas como Alicia en el país de las maravillas de Tim Burton. Ha trabajado con productoras como Sony Pictures US, para la que compuso y produjo la canción “By your Side” para la película Prom Night, película esta que fue un éxito ocupando en los Estados Unidos el primer puesto en los cines. La canción de David Jost “I Like” cantada por Keri Hilson fue la canción principal de la película de Til Schweiger Zweiohrküken.
Además ha compuesto música para diversos anuncios de televisión trabajando para compañías como BMW, Mercedes, Veltins y Verizon/Motorola. Su composición, “Human connect to human” fue seleccionada por Verizon de Estados Unidos para la presentación del teléfono Motorola Droid.